# Sarıkaya, Kiraz
Sarıkaya là một xã thuộc huyện Kiraz, tỉnh İzmir, Thổ Nhĩ Kỳ. Dân số thời điểm năm 2010 là 527 người.